# Mecistogaster
Mecistogaster (лат.) — род стрекоз из семейства стрелок (Coenagrionidae). Включает одиннадцать видов, распространенных от Мексики до Аргентины. У представителей этого рода очень длинное брюшко, которое они используют для откладывания яиц в заполненные водой розетки бромелиевых, растущих на деревьях в лесу.
Виды:
- Mecistogaster amalia (Burmeister, 1839)
- Mecistogaster amazonica Sjöstedt, 1918
- Mecistogaster asticta Selys, 1860
- Mecistogaster buckleyi McLachlan, 1881
- Mecistogaster jocaste Hagen, 1869
- Mecistogaster linearis (Fabricius, 1776)
- Mecistogaster lucretia (Drury, 1773)
- Mecistogaster martinezi Machado, 1985
- Mecistogaster modesta Selys, 1860
- Mecistogaster ornata Rambur, 1842
- Mecistogaster pronoti Sjöstedt, 1918